# Drosophila mambilla
Drosophila mambilla är en tvåvingeart som beskrevs av Léonidas Tsacas 1980. Drosophila mambilla ingår i släktet Drosophila och familjen daggflugor.
Artens utbredningsområde är Nigeria, Elfenbenskusten och Uganda.